# Cittaducale
Cittaducale je město ve střední Itálii, druhé největší město v provincii Rieti, v oblasti Lazio, asi 70 km severovýchodně od Říma a 7 km jihovýchodně od Rieti. Je sídlem některých úřadů provincie.

## Geografie
Město je ze severu obklopeno horou Monte Terminillo (2 217 m), na jihovýchodě horským masivem Monte Nuria a na východě horským masivem Monte Giano, pod nímž protéká řeka Velino. Údolí bylo v pravěku jezerem vulkanického původu. Zbyla z něj dvě malá jezírka a minerální prameny, jež jsou dosud využívány pro léčebné lázně. Od doby římské bylo výchozím místem akvaduktu Peschiera, který zásoboval Řím a velkou část Sabiny.
Na území města (poblíž hranic s Castel Sant'Angelo) se nacházejí důležité zdroje vody Peschiera, průtokem druhé nejsilnější v Itálii. Voda teče zčásti do řeky Velino a zčásti napájí akvadukt Peschiera, který ji dosud dopravuje do 90 km vzdáleného Říma, jemuž zaručuje téměř veškerou potřebnou vodu.
Ves Santa Rufina je nalezištěm několika minerálů (fluorapatit, kalsilit a další).

## Administrativní dělení
Město sestává ze samotného centra a k němu připojených obcí Santa Rufina, Grotti, Calcariola, Pendenza, Cesoni a Micciani.

## Ekonomika
Kromě průmyslu má významný podíl lázeňský provoz a turistický ruch.

## Historie

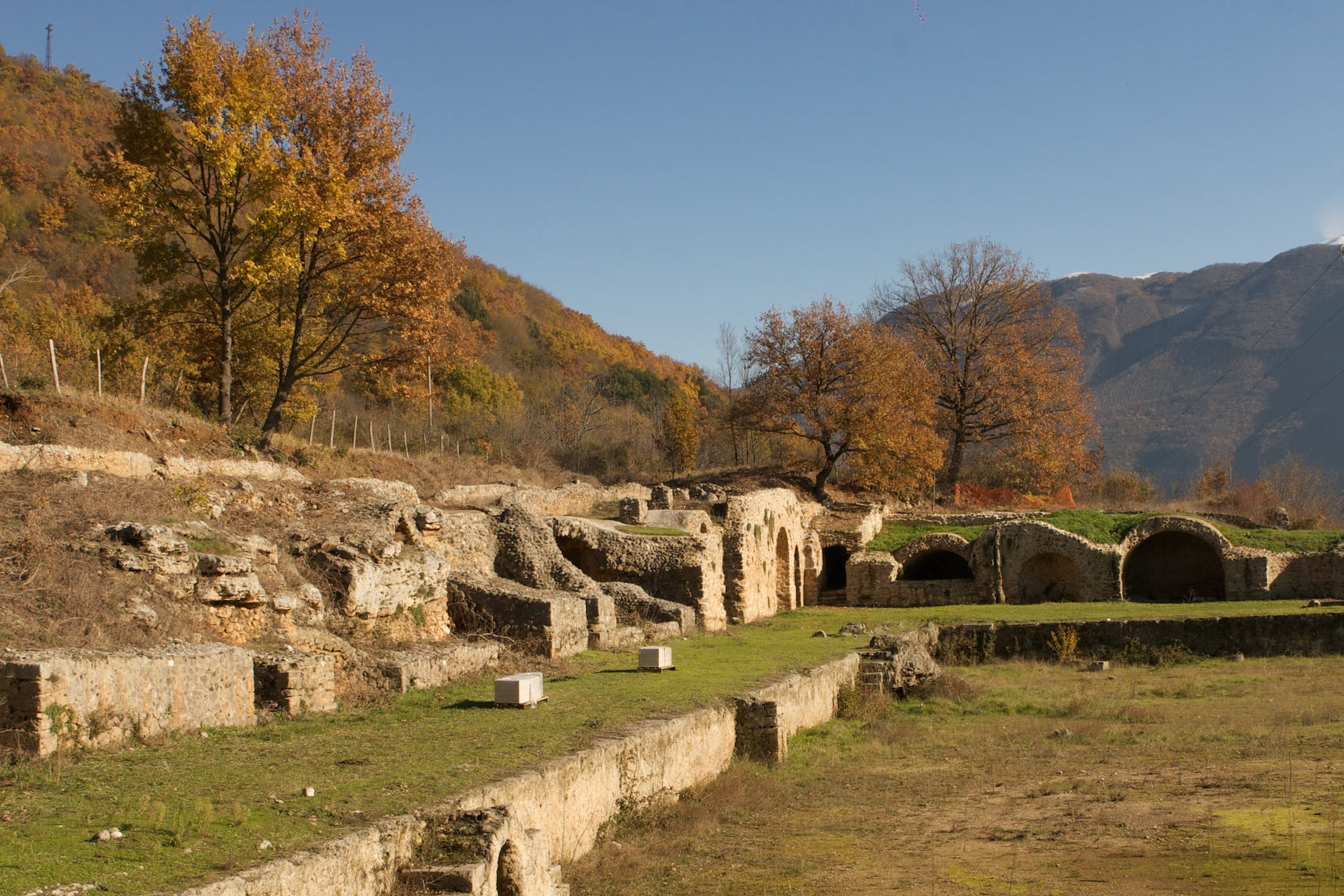
Vespasiánovy lázně

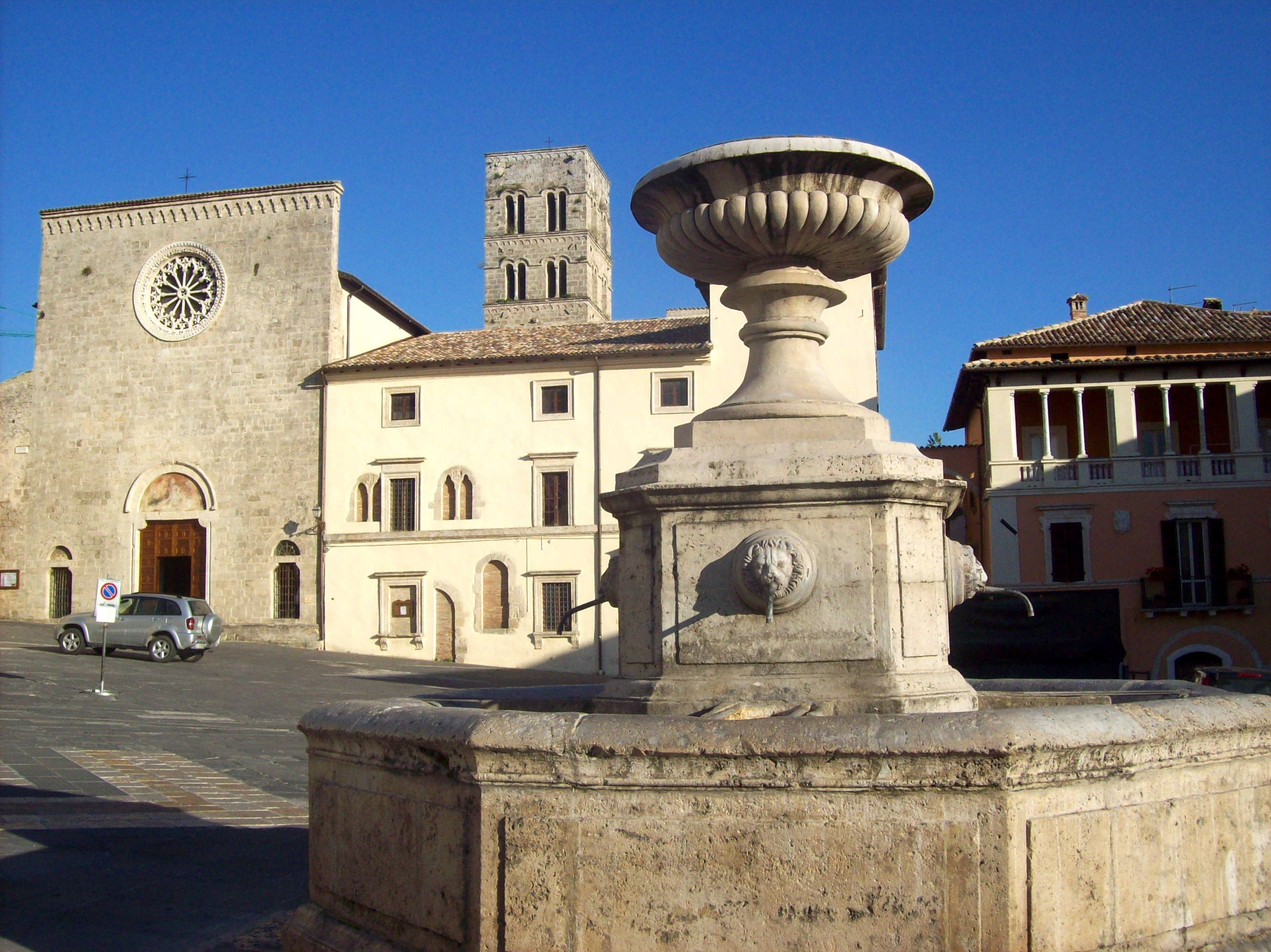
Katedrála Santa Maria del Popolo a biskupský palác

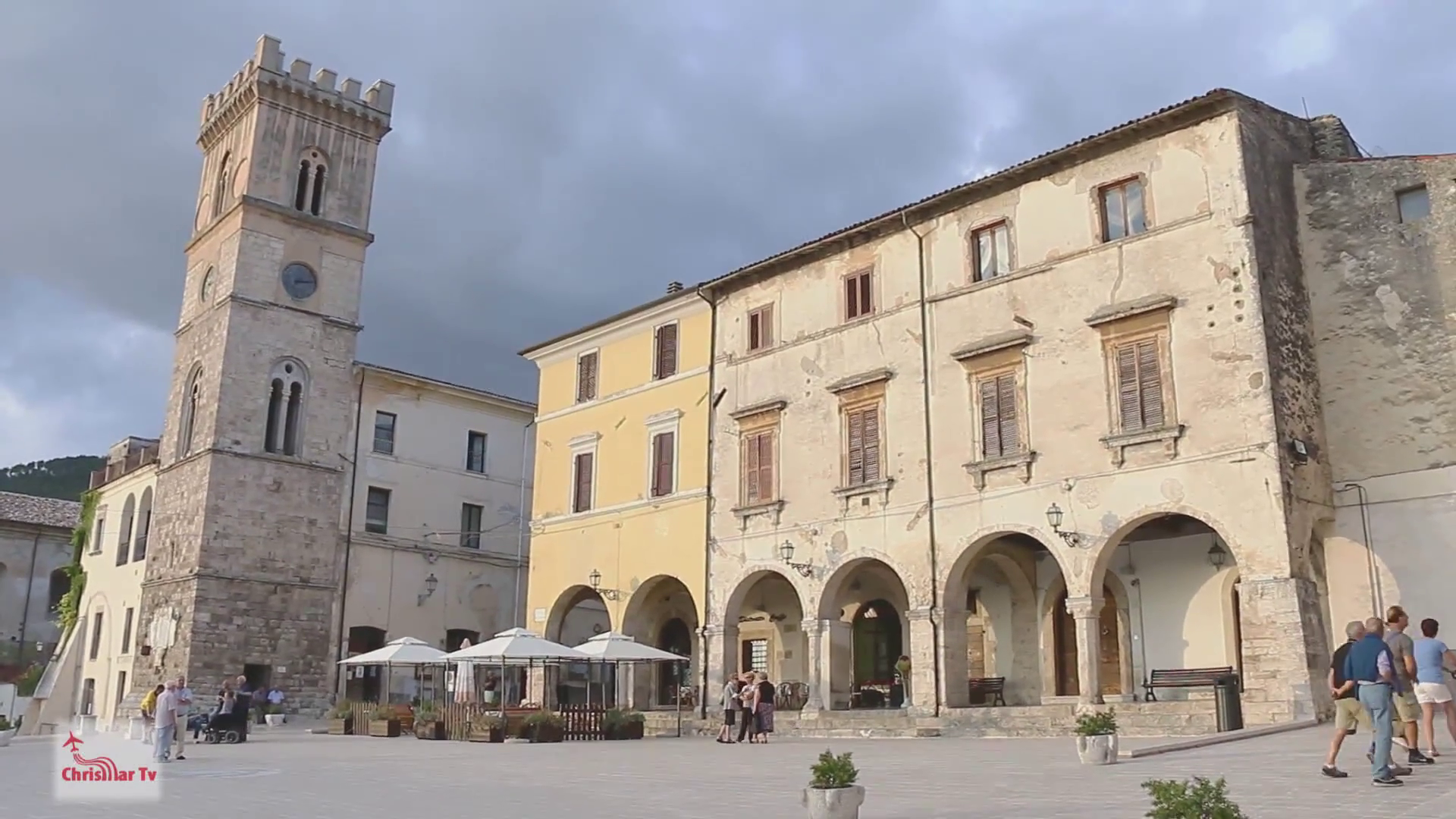
Piazza del Popolo s městskou věží

Podle archeologických nálezů bylo od doby bronzové (13.– 12. století před naším letopočtem) osídleno údolí Valle Ottara a místní část Santa Rufina zemědělci, kteří podle nalezených kostí pěstovali prasata a ovce. Historik Titus Livius nazýval zdejší obyvatele Aboriginci a Pelasgové. Od 2. století př. n. l. oblast ovládli Římané. Sídlo leželo při důležité římské silnici Via Salaria.   
Město založil v roce 1308 král Karel II. z Anjou a více než šest století patřilo k Abruzzu a provincii L'Aquila, dokud v roce 1927 nebylo přičleněno k Laziu.
V průběhu 16. století získalo titul města, o moc se svářely rodiny Pandolfi a Mancini. Od roku 1508 se stalo sídlem diecéze. Prohlásil je papež Alexandr VI. Borgia. Císař Karel V. je poté daroval v léno své legitimizované nemanželské dceři Markétě Parmské, která se provdala za Ottavia Farnese (1524–1586). 
Architekturu města podstatně zasáhlo ničivé zemětřesení z roku 1703.
V roce 1798, během okupace města napoleonským vojskem, bylo biskupství zrušeno. Papežskou bulou De utiliori bylo obnoveno roku 1818 a jeho území připojeno k diecézi L'Aquila, stejně tak město administrativně patřílo do provincie Abruzzo Ulteriore s hlavním městem L'Aquila. Poté bylo připojeno k Italskému království. 
Od roku 1968 je Cittaducale zahrnuto mezi titulární biskupství katolické církve s názvem Città Ducale. V roce 1976 byla území diecéze Cittaducale oddělena od arcidiecéze L'Aquila a připojena k diecézi Rieti.

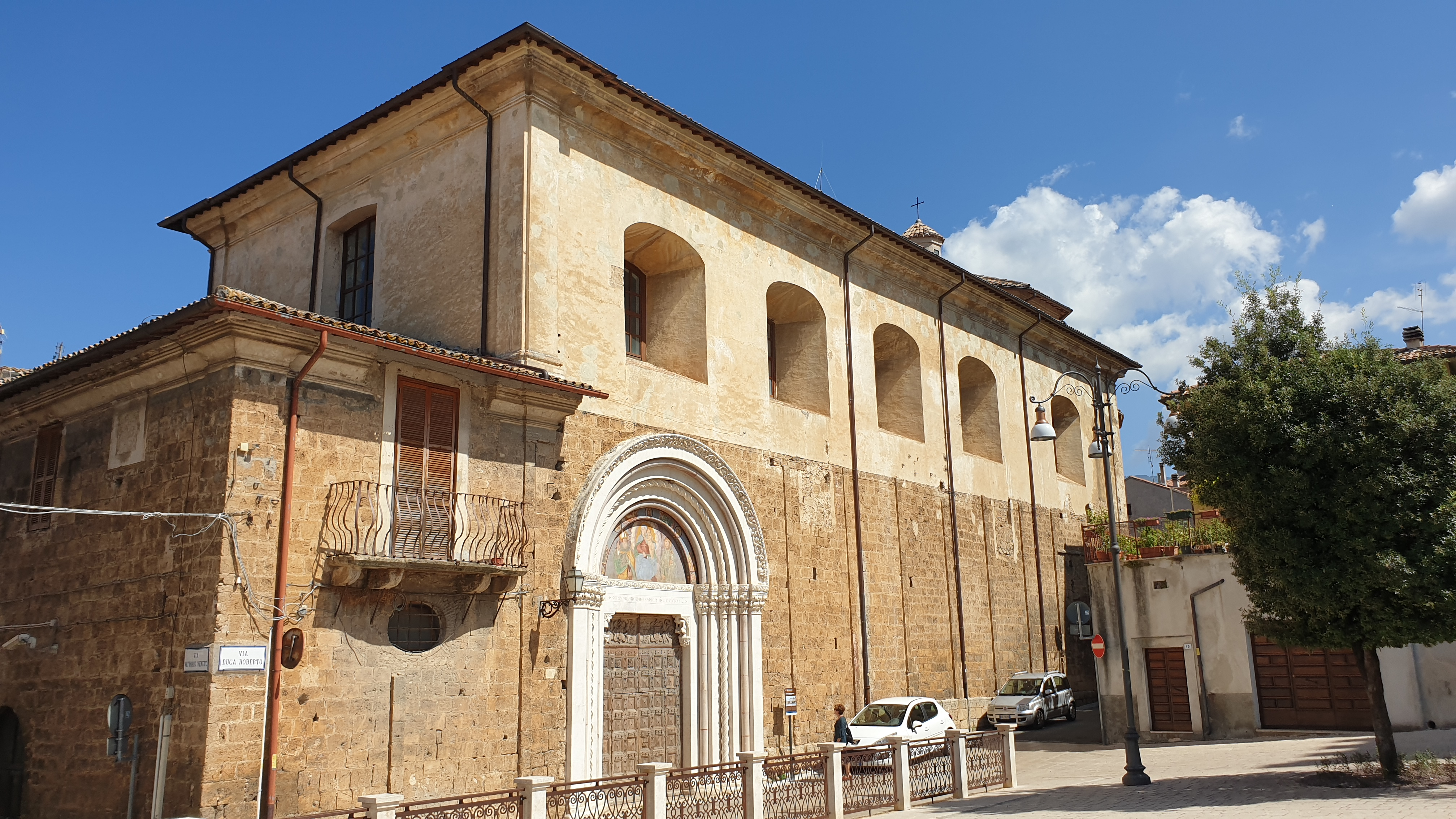
Kostel sv. Augustina

## Památky a turistické cíle
- Vespasiánovy lázně, archeologická památka
- Katedrála Santa Maria del Popolo, kostel založil roku 1308 Karel II. z Anjou, papež Alexandr VI. ji roku 1502 povýšil na katedrálu
- Kostel sv. Augustina, ze 12. století
- Palác Mancini
- Tore Angioina - věž s městskou bránou
- Městská hodinová věž